# Кіборг 3: Переробник
«Кіборг 3: Переробник» (англ. Cyborg 3: The Recycler) — американський фантастичний бойовик.

## Сюжет
Люди і кіборги 200 років жили у світі. Кіборги служили людям, працювали на них, задовольняли їхні сексуальні потреби. Але прийшли нові часи, і люди почали полювання на кіборгів заради їх дорогих мікросхем і внутрішніх органів. Мисливці нишпорять по планеті в пошуках кіборгів і не знають пощади в цій неоголошеній війні.

## У ролях
- Зак Гелліган — Еванс
- Крістін Хаджи — Кеш
- Річард Лінч — Левллін
- Ендрю Брінярскі — Джоко
- Малкольм Макдавелл — Лорд Талон
- Майкл Бейлі Сміт — Донован
- Івен Лурі — Ел Сід
- Білл Куінн — Хейл
- Ребекка Ферратті — Елексія
- Вільям Кетт — Декаф
- Девід МакСвейн — Ахав
- Маргарет Ейвері — Док Едфорд
- Барбара С. Едсайд — кіборг 1
- Дебра Холл — кіборг 2
- Като Каелін — жебрак
- Рей Холлітт — Фінола
- Мун Джонс — озброєний бандит
- Мелісса Брасселль — Pleasure Unit 1
- Дебра К. Бітті — Pleasure Unit 2
- Скотт Мулін — кіборг воїн (в титрах не вказаний)